# Saint-Michel-des-Andaines
Saint-Michel-des-Andaines is een plaats en voormalige gemeente in het Franse departement Orne in de regio Normandië en telt 318 inwoners (2004). De plaats maakt deel uit van het arrondissement Alençon.

## Geschiedenis
De gemeente werd op 22 maart 2015 overgeheveld van het kanton La Ferté-Macé naar het op die dag opgerichte kanton Bagnoles-de-l'Orne om op 1 januari 2016 met de gemeente Bagnoles-de-l'Orne te fuseren tot de commune nouvelle Bagnoles de l'Orne Normandie.

## Geografie
De oppervlakte van Saint-Michel-des-Andaines bedraagt 6,4 km², de bevolkingsdichtheid is 49,7 inwoners per km².
De onderstaande kaart toont de ligging van Saint-Michel-des-Andaines met de belangrijkste infrastructuur en aangrenzende gemeenten.

## Demografie
Onderstaande figuur toont het verloop van het inwonertal (bron: INSEE-tellingen).